# خوان إسماعيل
خوان إسماعيل (بالإسبانية: Juan Ismael)‏ هو رسام إسباني، ولد في 19 ديسمبر 1907 في لا أوليفا في إسبانيا، وتوفي في 24 أغسطس 1982 في لاس بالماس دي غران كناريا في إسبانيا.